# 毛徳駅
毛徳駅（モドクえき）は、大韓民国釜山広域市沙上区にある釜山交通公社2号線の駅である。駅番号は229。

## 駅構造
相対式ホーム2面2線の地下駅。フルスクリーンタイプのホームドアが設置されている。

### のりば
| 上り | 2号線 | 萇山方面 |
| 下り | 2号線 | 梁山方面 |

## 歴史
- 1999年6月30日 - 2号線の開通に伴い開業。

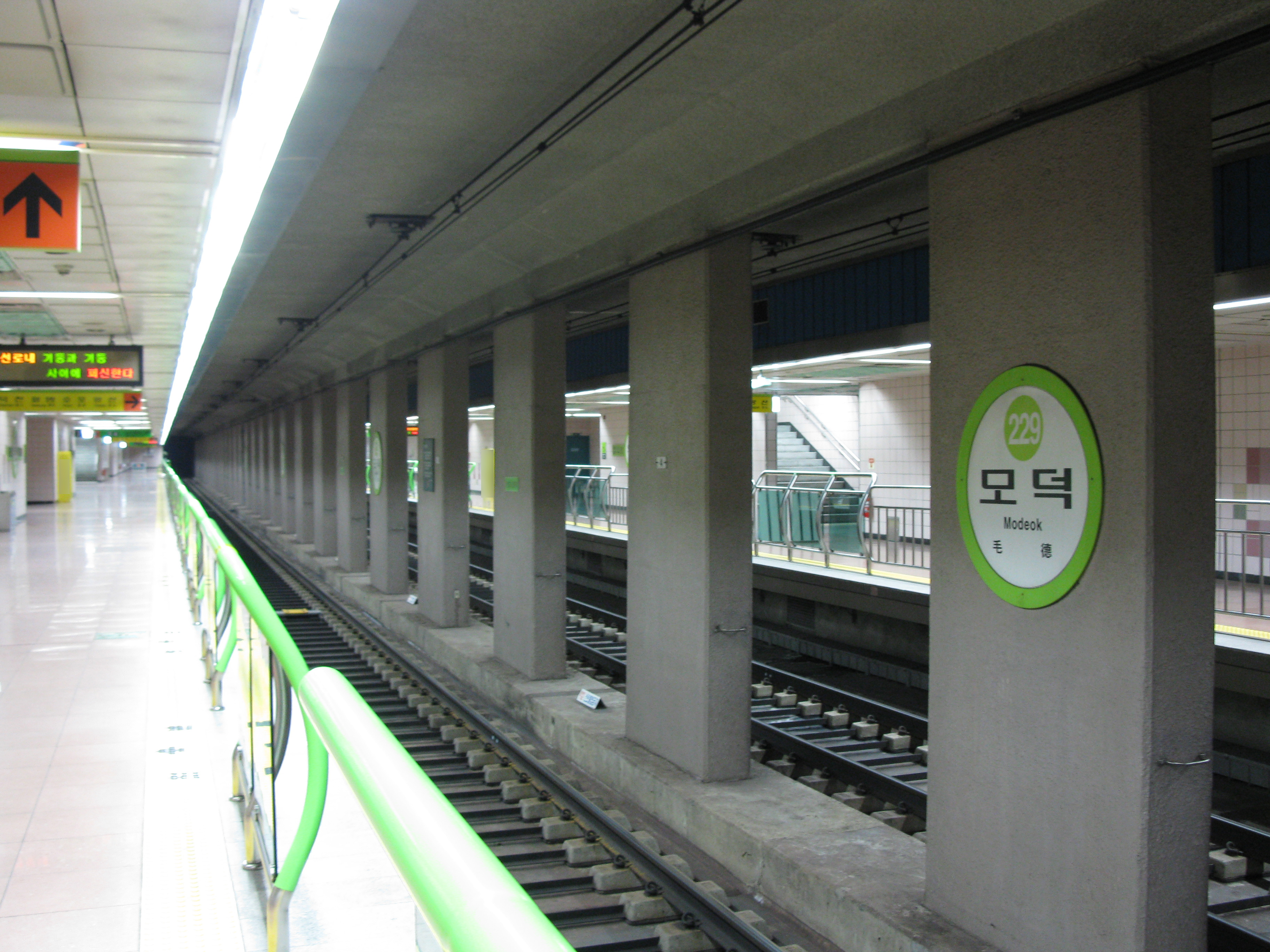
ホームドア設置前（2009年2月）

## 駅周辺
- 沙上工業団地
- 釜山北部運転免許試験場
- 釜山沙上警察署徳浦2治安センター
- 毛徳初等学校
- 三楽中学校
- 大徳女子高等学校
- 釜山調理高等学校
- 毛羅変電所
- CU沙上徳浦店

## 隣の駅
釜山交通公社
 2号線
徳浦駅 (228) - 毛徳駅 (229) - 毛羅駅 (230)